# 積分器
積分器是一種元件，其輸出信號為輸入信號對時間的積分，積分器可以視為是計數器的連續版本，可以將輸入累計後再輸出。
積分器是許多工程及科技應用中重要的一部份。像機械積分器可以用來量測水流或是電能，類比電子積分器是類比電腦的基礎。

## 信號處理電路中的積分器

用運算放大器實現的積分器

電子式的積分器是一階的低通濾波器，可以以類比電路實現，也可以用離散電路實現。積分器有低通濾波的效果，但若是有不為零的偏壓，積分器的輸出會持續上昇或是下降，一直到輸出達到系統限制為止。
電壓積分器是將電壓對時間積分的電子設備，最後再量測累計的電壓-秒。
電流積分器是將電流對時間積分的電子設備，最後再量測累計的庫侖。电荷放大器就是一種電流積分器，電流積分器也用來量測余气分析仪上法拉第杯的電荷，以量測真空中氣體的分壓。另一個電流積分器的應用是在離子束淀積，若已知離子的電荷，則其中量測到的電荷直接對應淀积到基板上的電荷數。傳導電流的電極須連接到離子源及基板上，配合離子束可以形成封閉電路。

## 軟體中的積分器
積分器也可以是軟體中的一部份。
在一些計算物理的電腦模擬軟體中，像是數值天氣預報、分子動力學、飛行模擬器、油層模擬法、隔音屏障設計、建筑声学及电子电路仿真等應用中，積分器是可以用離散步驟計算積分的數值方法。

## 機械積分器
機械積分器是機械式微分分析器的關鍵元件，微分分析器可以用來解決實際的物理問題。機械積分機構也用在像調整溫度或流量的控制系統中。

## 控制器中積分器的問題
有積分器的控制器可能會有積分飽和（Integral windup或integrator windup）的問題，是指誤差有大幅變化（例如大幅增加），積分器因為誤差的大幅增加有很大的累計量，但因為內部限制而造成過沖，而且當誤差消除後，其過沖仍維持一段時間之後才恢復正常的情形。
控制器的積分項也會有一些不想要的效應。不同的應用可能會需要積分器不同的特性。例如以方位為基礎，考慮目標以及實際方位誤差的導引系統，積分項可以在有偏差時修正方位，並且恢復航向到理想值。汽車的巡航定速控制不會試圖平衡速度的誤差。若車輛之前的的速度偏低，不會需要車輛之後以偏高的速度來平衡之前偏低的速度。在後面這個例子裡，比較理想的是在速度誤差為零或速度誤差由正變負（或由負變正時）就清除積分器。有一個簡單且有強健性的方式可以判斷誤差變號或是否有變零，是將目前的誤差乘以之前的誤差（若有微分項時，應該就可以得到上次的誤差），若乘積為零或是負值，表示需要清除積分器。

## 外部連結
- Wolfram Online Integrator （页面存档备份，存于）
- Calc.Matthen Online Integrator, can do definite integrals

## 延伸閱讀
- Keng C. Wu. . Springer. 2002: 85–87  [2015-10-30]. ISBN 1-4020-7261-9. ISBN13: 978-1-4020-7261-1. （原始内容存档于2014-07-04）.